# Кімната тортур
Кімната тортур (англ. w Delta z, стилізовано як WΔZ) — трилер 2007 року.

## Сюжет
Детектив Едді Арго та його напарниця Хелен Весткотт розслідують ланцюг жорстоких вбивств, жертвами яких стають члени однієї з дрібних злочинних угрупувань міста. Розсудливий убивця поступово підводить детектива до розплати за помилки, допущені в далекому минулому, і ставить йому головне запитання — «Чи зможеш ти убити того, кого сильно любиш, щоб врятувати своє власне життя?»…